# Xã Rust, Michigan
Xã Rust (tiếng Anh: Rust Township) là một xã thuộc quận Montmorency, tiểu bang Michigan, Hoa Kỳ. Năm 2010, dân số của xã này là 561 người.